# The Boxer
„The Boxer“ je folk rocková píseň od Simona & Garfunkela. Časopis Rolling Stone zařadil tuto píseň na 105. místo seznamu 500 nejlepších písní všech dob.

## České coververze
- Pod názvem „Boxer“ s textem Zdeňka Rytíře ji v roce 1974 nazpíval Jiří Hromádka
- Pod týmž názvem ale s textem Vladimíra Zázvůrka ji v roce 1994 nazpíval Radek Tomášek